# Janina Szarek
Janina Szarek (* 24. Juni 1950 in Ruda Różaniecka, Woiwodschaft Karpatenvorland, Südostpolen) ist eine polnische Regisseurin, Schauspielerin und Theaterpädagogin sowie Gründerin und Intendantin der deutsch-polnischen Bühne Teatr Studio am Salzufer in Berlin-Charlottenburg. Zudem ist sie Gründerin und Leiterin der Transform Schauspielschule.

## Leben
Janina Szarek studierte an der Jagiellonen-Universität in Krakau Polonistik und Theaterwissenschaft und an der Krakauer und an der Warschauer Theaterhochschule Schauspielerei (1968–1972), wo sie 1972 diplomiert wurde. Nach dem Studium war sie im Teatr Współczesny und im Teatr Polski in Breslau engagiert. Sie nahm an diversen Tourneen sowie an europäischen und internationalen Festivals teil und arbeitete mit polnischen Regisseuren wie Krystian Lupa, Jerzy Grzegorzewski und Henryk Tomaszewski zusammen. Szarek ist Mitgründerin und langjährige Schauspielerin des STU-Theater in Krakau. Janina Szarek wurde in mehrere Hauptrollen im Theater als auch Fernsehtheater besetzt, unter anderem erhielt sie die weibliche Hauptrolle in Krystian Lupas Kult-Inszenierung von Narr und Nonne von Witkiewicz im polnischen Fernsehen (1977). Dazu kamen Auftritte als Chansonsängerin mit der polnischen Jazzgruppe CRASH. Später bekam sie Rollen an der Berliner Volksbühne wie auch im deutschen Film und Fernsehen.
Seit 1981 lebt und arbeitet Janina Szarek als Regisseurin und Pädagogin in Berlin-West und hat ein eigenes Schauspiel-Studio (Studio 44). Sie ist Mitgründerin des bekannten Teatr Kreatur von Andrej Woron, dessen Ensemble im Jahr 1994 der Friedrich-Luft-Preis verliehen wurde. Ebenfalls arbeitete Szarek am Posk Theatre in London. Sie war Gastdozentin an der Hochschule für Schauspielkunst „Ernst Busch“ Berlin, an der Hochschule für Film und Fernsehen „Konrad Wolf“ Babelsberg und  am Fachbereich Theaterwissenschaft der Freien Universität Berlin. 1994 war sie Organisatorin des deutsch-polnischen Theaterfestivals für die Uckermärkischen Bühnen in Schwedt.
Im Jahr 1999 gründete Szarek zusammen mit Olav Münzberg die Internationale Theater-Werkstatt Berlin (ITW) e.V.  Sie ist auch Gründerin und Intendantin des Teatr Studio am Salzufer und von Scena Plus, zwei deutsch-polnischen Bühnen in Berlin beziehungsweise Szczecin. Szarek ist Autorin verschiedener Projekte (Via creativa, Euro-factory, Gemeinsame Orte), die im Rahmen der Kandidatur von Szczecin zur Kulturhauptstadt Europas 2016 realisiert werden sollen.
Für die künstlerische und schauspiel-pädagogische Arbeit wurde sie im Juli 2014 mit der Gloria-Artis-Medaille für kulturelle Verdienste geehrt.

## Ehrungen
- 1994: Friedrich-Luft-Preis verliehen von der Berliner Morgenpost
- 2014: Gloria-Artis-Medaille für kulturelle Verdienste
- 2015: Witkacy-Theaterpreis[2]
- 2017: Goldene Eule in Wien[3]

## Filmografie
- 1981: Mniejsze niebo
- 1990: Lindenstraße (Fernsehserie, 1 Folge)
- 1993: Die Sonnengöttin

## Regiearbeiten (Auswahl)
- König Ubu nach Alfred Jarry – Akademie der Künste Berlin
- Im kleinen Landhaus nach Stanisław Ignacy Witkiewicz – Polnisches Kulturinstitut Berlin
- Der Bär nach Anton Pawlowitsch Tschechow – Teatr Studio am Salzufer Berlin
- Schuld und Sühne nach Fjodor Dostojewski – Teatr Studio am Salzufer Berlin
- Die weiße Ehe nach Tadeusz Różewicz – Teatr Studio am Salzufer Berlin
- Narr und Nonne nach Stanisław Ignacy Witkiewicz – Teatr Studio am Salzufer Berlin
- Zwei auf einer Bank nach Alexander Isaakowitsch Gelman – Teatr Studio am Salzufer
- Eine alte Frau brütet (auch Hauptrolle) nach Tadeusz Różewicz – Teatr Studio am Salzufer Berlin[4]
- 2014: Pfannkuchen, Schweine, Heiligenscheine nach Brigitta Helbig-Mischewski  – Teatr Studio am Salzufer Berlin und Teatr Współczesny in Stettin

Musical-Inszenierungen
- Guys and Dolls nach Damon Runyon – Saalbau Neukölln Berlin,
- Oklahoma nach Richard Rodgers und Oscar Hammerstein – Saalbau Neukölln Berlin

Szarek gab Gastspiele im Schauspielhaus Leipzig, im Altonaer Theater in Hamburg, im Kleist-Theater Frankfurt (Oder), am Teatr Współczesny in Stettin, am Teatr Miejski in Gdynia und am Teatr Ludowy in Krakau.

## Kooperationen
Szarek unternahm diverse Kooperationen mit polnischen staatlichen Bühnen, so dem Teatr Wspolczesny (Szczecin), dem Teatr Ludowy (Krakau), der Akademia Teatralna und dem Teatr na Woli (beide Warschau) sowie auch mit der Off-Bühne Teatr Kana (Stettin). Sie erhielt Einladungen zu verschiedenen polnischen Theaterfestivals, unter anderem zu „Eurodrama“. Im Jahr 2008 war sie Mitorganisatorin des „Festivals der Kleinen Form Kontrapunkt 2008“.